# Theodor Vollmer
Theodor August Friedrich Carl  Vollmer (3. Januar 1817 in Braunschweig – 29. März 1899 in Neustrelitz) war ein deutscher Theaterschauspieler und -regisseur.

## Leben
Eines der ersten Engagements Vollmers war 1837 in Altona, danach war er in Rostock, Prag, von 1846 bis 1852 am Stadttheater in Königsberg (Debütrollen „Don Cäsar“ in Graf Irun und „Cato“ in Gottsched und Gellert). Während dieser Zeit gestaltete er „Schiller“ in den Karlsschülern, 27. Januar 1847 und „Georg Winegg“ in Valentine, 1. September 1847. Dann war er am Hoftheater Schwerin, von dort aus ging er als erster Liebhaber nach Frankfurt (Debütrollen „Robert“ in Memoiren des Teufels, „Dr. Hagen“ in Gefängnis, „Ferdinand von Drang“ in Er muß aufs Land und „Richelieu“ in Ein Ring). Hauptsächlich stellte er Lustspielrollen in Stücken von Eduard von Bauernfeld und Roderich Benedix dar. 
Am 3. März 1878 feierte er sein 25-jähriges Dienstjubiläum und ging 1879 in den Ruhestand. Von 1882 bis 1883 war er am Hoftheater Schwerin als Vertreter des beurlaubten Intendanten Alfred von Wolzogen. Danach zog er sich nach Neustrelitz zurück, wo er auch am 29. März 1899 verstarb.
Verheiratet war er ab 1848 mit Opernsängerin Marie von Marra-Vollmer, der gemeinsame Sohn Arthur Vollmer wurde Schauspieler.